# Hylomyscus endorobae
Hylomyscus endorobae — вид гризунів роду Hylomyscus, який зустрічається лише у вибраних частинах вологих гірських лісів Східної Африки в горах Кенійського рифту на південному заході Кенії. Вид пов'язаний із підгірськими, гірськими та верхніми гірськими лісами з відомим поширенням між 2135–3260 метрів над рівнем моря.

## Морфологічна характеристика
Це дрібний гризун з довжиною голови й тулуба від 92 до 120 мм, довжиною хвоста від 123 до 172 мм і довжиною стопи від 18 до 26,5 мм. Шерсть м'яка. Верхня частина тіла варіює від жовто-коричневого до сірого, тоді як черевна частина сіро-білувата, іноді з жовто-коричневими відблисками. Лінія поділу з боків чітка. Голова сіра, нижні боки морди білі, навколо очей чорні кільця. Вуха великі, темно-коричневі, без шерсті. Хвіст довший за голову й тулуб, рівномірно сірувато-коричневий і густо вкритий волоссям на кінцевій частині.

## Поведінка
Це деревний і нічний вид.

## Загрози й охорона
Фрагментація його природних середовищ існування може в кінцевому підсумку призвести до зменшення популяції, а відомі місця існування H. endorobae зникнуть через тиск лісорубів і фермерів.
Цей вид здебільшого зустрічається на охоронних територіях.